# Sporisorium dolichosorum
Sporisorium dolichosorum är en svampart som först beskrevs av Ainsw., och fick sitt nu gällande namn av Vánky 1999. Sporisorium dolichosorum ingår i släktet Sporisorium och familjen Ustilaginaceae.   Inga underarter finns listade i Catalogue of Life.